# 北二區區域教學資源中心
北二區區域教學資源中心（Second Northern Taiwan Teaching Resource Center ，簡稱「北二區」、「N2 」）成立於2010年，並獲得教育部支持。
以國立臺灣大學為中心學校，協同十二所夥伴學校，共同建構教學資源共享平台，互相流通各種資源、人才與制度；期能在各校精進教學成長機制，並打造全區為永續校園。雖然分布很廣，但由地緣及交通關係，發現可以分成「淡水線」(大致沿臺北捷運淡水線─新店線路廊)及「雪山線」(大致沿臺鐵西部幹線─北宜直鐵─東部幹線路廊)兩個脈絡，而其交會點(臺北市區)集中了不少夥伴學校。而各校之編號乃根據教育部分配學校時的區域編號(區域A及區域B)。
發展目標為：校際交流，共享資源；建佈機制，永續校園。每年暑假期間辦理夏季學院跨校通識課程與生技課程，供全體北二區學生選修。於台灣大學、臺灣師範大學、臺灣藝術大學設置「北二區基地營」，提供各校師生討論空間。

## 中心規劃
資源整合分享計畫：合力建構，共同分享。
Ｔ：教師成長平台
Ｒ：教學資源共享
主題式合作計畫：各校主題，在地打造。
Ａ：教學助理制度
Ｉ：教學課程建制
Ｌ：學習輔導機制
Ｓ：建立制度人才

## 夥伴學校
| 中心學校 - 國立臺灣大學（N2） | A區夥伴學校 - 世新大學（A1） - 華梵大學（A2） - 國立宜蘭大學（A3） - 慈濟大學（A4） - 國立東華大學（A5） - 佛光大學（A6） - 馬偕醫學院（A7） | B區夥伴學校 - 大同大學（B1） - 臺北醫學大學（B2） - 國立臺灣師範大學（B3） - 國立臺灣藝術大學（B4） - 國立臺北教育大學（B5） |

## 參與其他計劃學校夥伴
發展國際一流大學及頂尖研究中心計劃
國立臺灣大學：2005年至2015年。
國立臺灣師範大學：2011年至2015年。
獎勵大學教學卓越計畫
國立東華大學：2005年至2014年。
世新大學：2005年至2011年。
國立臺灣師範大學：2006年至2008年、2010年至2011年。
華梵大學：2006年至2011年。
臺北醫學大學：2006年至2011年。
國立臺灣藝術大學：2007年至2008年、2010年至2011年。
大同大學：2007年至2009年。
慈濟大學：2008年至2011年。
國立宜蘭大學：2009年至2011年。
佛光大學：2010年至2011年。

## 外部連結
- 北二區區域教學資源中心首頁